# Selenops mexicanus
Selenops mexicanus är en spindelart som beskrevs av Eugen von Keyserling 1880. Selenops mexicanus ingår i släktet Selenops och familjen Selenopidae. Inga underarter finns listade i Catalogue of Life.